# Pythium ultimum
Pythium ultimum ist ein Phyto-Pathogen aus der Familie der Pythiaceae. Es gehört zur Ordnung der Peronosporales innerhalb der Gruppe der Eipilze, zusammen mit weiteren bedeutenden Phyto-Pathogenen wie Phytophthora spp. und weiteren Gattungen, die als Falscher Mehltau bezeichnete Krankheiten verursachen. Die Art führt zu Welken und Wurzelfäule bei hunderten von pflanzlichen Wirten wie Mais, Sojabohnen, Kartoffeln, Weizen, Tannen und vielen Zierpflanzen.

## Ökologie
P. ultimum ist ein häufiger Bewohner von Feldern, stehenden Gewässern und verrottender Vegetation in den meisten Gebieten der Welt. Zur weiten Verbreitung und Beständigkeit von P. ultimum trägt seine Fähigkeit bei, saprophytisch im Boden und in Pflanzenresten zu wachsen. Diese Fähigkeit besitzen die meisten Pythium-Arten, jedoch nicht die verwandten Phytophthora-Arten, die nur lebende Pflanzen befallen können.

## Pathologie und Bekämpfung der Krankheit
Die Infektion von Samen und Wurzeln werden sowohl durch das Myzel als auch durch sie Sporen von P. ultimum eingeleitet. Es werden von den Bedingungen abhängig zwei Sporentypen hervorgebracht. P. ultimum ist ein Artkomplex mit zwei Varietäten, P. ultimum var. ultimum und P. ultimum var. sporangiiferum.  Das Hauptunterscheidungsmerkmal besteht darin, dass Sporangien und Zoosporen (schwimmende Sporen) von P. ultimum var. ultimum nur sehr selten produziert werden. Beide Varietäten bringen Oosporen hervor, welche durch sexuelle Rekombination erzeugte dickwandige Strukturen darstellen; sie sind beide homothallisch, was bedeutet, dass ein einzelner Myzelfaden sich mit sich selbst fortpflanzen kann. Zusätzlich zu den Oosporen erzeugt P. ultimum var. ultimum auch Schwellungen der Hyphen, die ähnlich wie Sporangien auskeimen, um pflanzeninfizierende Hyphen zu bilden. Ein bedeutender ökologischer Unterschied der beiden Sporentypen besteht darin, dass Sporangien und Zoosporen kurzlebig sind, während die dickwandigen Oosporen über Jahre im Boden überdauern können und selbst Winterfröste überstehen.
Myzelien und Oosporen im Boden können Samen und Wurzeln infizieren. Dies führt zu Welken, reduziertem Ertrag und schließlich zum Tod der Pflanze. Allgemeine Anzeichen für eine Pythium-Infektion sind verkrüppelte Pflanzen, Braunfärbung der Wurzelspitzen und ein Welken der Pflanze in der warmen Tageszeit. Eine Bekämpfung der Krankheit ist kompliziert und beinhaltet Maßnahmen der Hygiene, die Applikation von Fungiziden und biologische Schädlingsbekämpfung. Zu den verwendeten Fungiziden gehören Metalaxyl (Mefenoxam), Thiadiazole, Etridiazol, Propamocarb, Dimethomorph und Phosphonate. Mittel zur biologischen Schädlingsbekämpfung enthalten die Bakterien Bacillus subtilis und Streptomyces griseoviridis sowie die Pilze Candida oleophila, Gliocladium catenulatum, Trichoderma harzianum und Trichoderma virens.
Eine wirkliche Resistenz im Wirt ist nicht verfügbar. Hygiene ist wichtig, weil das Pathogen leicht in pasteurisierte Böden oder selbst bodenfreie Topfmischungen durch verschmutzte Werkzeuge oder Töpfe eingebracht werden kann. Insbesondere in Gewächshäusern können Trauermücken das Pathogen von einem Ort zum anderen übertragen. Eine aktuelle Untersuchung in Gewächshäusern in Michigan zeigte auf, dass dieselben Populationen des Pathogens für die Wurzelfäule aller Zierpflanzen über einen zweijährigen Zeitraum verantwortlich waren. Die Ergebnisse unterstreichen die Bedeutung von Hygienemaßnahmen und halten die Gewächshausbesitzer dazu an, alle zugekauften Pflanzen zu untersuchen, um eine weitere Infektion mit Wurzelfäule zu verhüten.

## Taxonomie
Folgende Varietäten sind beschrieben:
- Pythium ultimum var. ultimum
- Pythium ultimum var. sporangiiferum

Die Genome beider Varietäten wurden sequenziert.  Die Analyse der Genome legt nahe, dass 15.290 bzw. 14.086 Proteine codiert werden.